# Camilla More
Camilla More (ur. 15 października 1957 w Londynie) – brytyjska aktorka filmowa i telewizyjna oraz producent filmowy. Siostra-bliźniaczka aktorki Carey More. Jest producentem wykonawczym projektu Mushka Water (2004) oraz pomocniczym filmu The Third Nail (2008).

## Wybrana filmografia
- Drużyna A (The A-Team, 1983)
- Nienasycony (Calendar Girl Murders, 1984)
- Piątek, trzynastego IV: Ostatni rozdział (Friday the 13th: The Final Chapter, 1984)
- Zdrówko (Cheers, 1985)
- Dni naszego życia (Days of Our Lives, 1986–1987)
- Szpital miejski (General Hospital, 1991–1992)
- Słoneczny patrol (Baywatch, 1995)
- Crystal Lake Memories: The Complete History of Friday the 13th (2013)